# Stereometrija
Stereometríja je matematična panoga, ki preučuje značilnosti teles v trirazsežnem prostoru. Izraz stereometrija se pogosto posloveni kot prostorska geometrija, vendar je izraz prostorska geometrija splošnejši.
Glavni problem, s katerim se ukvarja stereometija, je računanje površine in prostornine telesa, poleg tega pa tudi računanje dolžin daljic in velikosti kotov v danem telesu.